# Abbas Koty
Abbas Koty Yacoub est une personnalité politique et un chef rebelle tchadien zaghawa Né en 1952 à Iriba et décédé le 22 octobre 1993 à N'Djaména.

## Biographie
D'ethnie Zaghawa, il appartient au clan Kobé et est lié à la famille du sultan d'Iriba.

### Formation
Abbas Koty a fait ses études primaires dans sa ville natale d'Iriba. Il a poursuivi ses études secondaires d'abord au lycée franco-arabe d'Abéché puis au Lycée Félix Eboué de N'Djaména jusqu'à l'obtention de son baccalauréat série A4. En 1976, il s'inscrit à l'école militaire interarmes des officiers de N'Djaména, d'où il sort officier en 1978.

### Carrière
Il est le directeur du cabinet militaire du chef de l'État Goukouni Oueddei de 1979 à juin 1982, date à laquelle Goukouni Oueddei a été évincé par Hissène Habré.
Il s'est ensuite exilé au Nigeria. Bien qu'opposé à Habré, il est retourné au Tchad en 1985 dans le cadre d'une politique de réconciliation nationale.
En 1986, il est nommé chargé d'affaires au Soudan et y a exercé ses fonctions jusqu'en 1988.
Il rejoint ensuite le Mouvement Patriotique du salut (MPS), une rébellion contre le régime Habré à l'époque, et devient membre de son bureau politique.
Après la prise du pouvoir d'Idriss Déby au Tchad en décembre 1990, il est promu colonel et devient chef d'état-major de l'armée. En mai 1991, il est nommé ministre de la Défense, des anciens combattants et des victimes de guerre par Idriss Déby. En décembre 1991, il se voit confier le portefeuille des Travaux publics et des Transports. Lors d'un congrès du parti MPS, Abbas Koty est élu au comité exécutif du parti et a été nommé responsable de la défense et de la sécurité.
Le 18 juin 1992, il a été annoncé qu'un complot organisé par Koty avait été déjoué. Koty part en exil au Cameroun, où il est l'un des fondateurs, le 21 juin 1992, du Comité national de relance (CNR).  En novembre 1992, il a été élu président du groupe.
Le 15 août 1993, il signe un accord de paix avec le gouvernement tchadien à Tripoli, en Libye, et regagne le Tchad. Le 16 octobre, il signe un autre accord avec le gouvernement, prévoyant la transformation du CNR en parti politique, ainsi que l'intégration des combattants du groupe dans l'armée,. Le 22 octobre, cependant, Koty est tué par balle à N'Djaména par les forces de sécurité. Selon le gouvernement, il préparait un coup d'État et avait résisté à son arrestation,,, mais le CNR l'a démenti et affirme qu'il a été tué parce que Idriss Déby l'avait perçu comme une menace en raison de sa popularité. Un rapport du département d'État américain sur les droits de l'homme a également mis en doute le compte-rendu officiel, affirmant qu'il y avait « des preuves solides qu'il s'agissait d'un meurtre politique ».